# بوب شيلدون
بوب شيلدون (بالإنجليزية: Bob Sheldon)‏ هو لاعب كرة قاعدة أمريكي، ولد في 27 نوفمبر 1950 في مونتيبيلو في الولايات المتحدة.

## وصلات خارجية
- بوب شيلدون على موقعبيزبول رفرنس.كوم (الدوري الرئيسي) (الإنجليزية)
- بوب شيلدون على موقعبيزبول رفرنس.كوم (الدوري الثانوي) (الإنجليزية)